# Willy Bopp
Willy Bopp (* 3. April 1928 in München; † 27. Oktober 1979 in Füssen) war ein deutscher Industriekaufmann sowie Gewerkschafter und als solcher Mitglied des Bayerischen Senats.

## Leben und Wirken
Nach dem Besuch der Volksschule und der kaufmännischen Berufsschule machte Bopp die Lehre zum Industriekaufmann und war von 1947 bis 1952 im Staatsministerium des Innern angestellt. Später studierte er auch an der Sozialakademie in Dortmund und hielt sich für zwei Studienaufenthalte in den USA auf. 1952 wurde er hauptamtlicher Mitarbeiter bei der ÖTV in Bayern. Nachdem er von 1961 bis 1964 stellvertretender Vorsitzender war, übte er von 1964 bis zu seinem Tod das Amt des Landesvorsitzenden der ÖTV in Bayern aus. Er gehörte außerdem beim Bundesverband des ÖTV dem Hauptvorstand und der Großen Tarifkommission des öffentlichen Dienstes und dem Landesbezirksvorstand des DGB an. Ab 1968 war er (stellvertretender) Vorsitzender des Verwaltungsausschusses beim Landesarbeitsamt Südbayern. Zudem gehörte er ab 1972 bis zu seinem Tod dem Bayerischen Senat an.